# Génelard
Génelard est une commune française située dans le département de Saône-et-Loire, en région Bourgogne-Franche-Comté.
La commune est située au cœur d'un important bassin houiller exploité dès le Moyen Âge, mais de façon industrielle à partir du XIXe siècle et ce jusqu'en 2000, permettant l'essor de l'industrie sidérurgique et mécanique dans la région.

## Géographie
Génelard est située au bord du canal du Centre et de la Bourbince à 18 km de Montceau-les-Mines en direction de Paray-le-Monial. La commune s'étend sur 22,1 km2 et compte 1 488 habitants au recensement de la population de 2004. Avec une densité de 67,2 habitants par km2, Génelard a subi une baisse de 6,1 % de sa population par rapport à 1999.

### Géologie
La commune repose sur le bassin houiller de Blanzy daté du Stéphanien (daté entre -307 et -299 millions d'années).

### Voies de communication

#### Voies routières et transport ferroviaire et fluvial
On accède à Génelard par la route, le train ou le canal :
- les routes principales : la route nationale 70 ou RCEA et l'ancienne route nationale 485 ou Route Buissonière ;
- le train : ligne TER Montchanin / Paray-le-Monial ;
- le canal : le canal du Centre.

#### Transports doux
L'EuroVelo 6 ou EV6, également connue sous le nom d' « Eurovéloroute des Fleuves », est une véloroute de type EuroVelo qui passe à Génelard. Elle relie Saint-Nazaire à Constanţa. Longue de 3 653 km, elle traverse l'Europe d'ouest en est, de l'océan Atlantique à la Mer Noire en passant par dix pays. Elle suit l'itinéraire de trois des plus grands fleuves européens, la Loire, le Rhin et le Danube.

### Climat
Pour des articles plus généraux, voir Climat de la Bourgogne-Franche-Comté et Climat de Saône-et-Loire.
En 2010, le climat de la commune est de type climat océanique dégradé des plaines du Centre et du Nord, selon une étude du Centre national de la recherche scientifique s'appuyant sur une série de données couvrant la période 1971-2000. En 2020, Météo-France publie une typologie des climats de la France métropolitaine dans laquelle la commune est exposée à un climat océanique altéré et est dans la région climatique Centre et contreforts nord du Massif Central, caractérisée par un air sec en été et un bon ensoleillement.
Pour la période 1971-2000, la température annuelle moyenne est de 10,7 °C, avec une amplitude thermique annuelle de 17,2 °C. Le cumul annuel moyen de précipitations est de 832 mm, avec 11,8 jours de précipitations en janvier et 7,3 jours en juillet. Pour la période 1991-2020, la température moyenne annuelle observée sur la station météorologique de Météo-France la plus proche, « La Guiche », sur la commune de La Guiche à 17 km à vol d'oiseau, est de 10,9 °C et le cumul annuel moyen de précipitations est de 963,4 mm. 
La température maximale relevée sur cette station est de 39,3 °C, atteinte le 25 juillet 2019 ; la température minimale est de −19,5 °C, atteinte le 16 janvier 1985,,.
Les paramètres climatiques de la commune ont été estimés pour le milieu du siècle (2041-2070) selon différents scénarios d'émission de gaz à effet de serre à partir des nouvelles projections climatiques de référence DRIAS-2020. Ils sont consultables sur un site dédié publié par Météo-France en novembre 2022.

## Urbanisme

### Typologie
Au 1er janvier 2024, Génelard est catégorisée bourg rural, selon la nouvelle grille communale de densité à sept niveaux définie par l'Insee en 2022.
Elle est située hors unité urbaine. Par ailleurs la commune fait partie de l'aire d'attraction de Montceau-les-Mines, dont elle est une commune de la couronne,. Cette aire, qui regroupe 22 communes, est catégorisée dans les aires de 50 000 à moins de 200 000 habitants,.

### Occupation des sols
L'occupation des sols de la commune, telle qu'elle ressort de la base de données européenne d’occupation biophysique des sols Corine Land Cover (CLC), est marquée par l'importance des territoires agricoles (79,7 % en 2018), une proportion sensiblement équivalente à celle de 1990 (80 %). La répartition détaillée en 2018 est la suivante : prairies (74,3 %), forêts (12,1 %), zones agricoles hétérogènes (5,3 %), zones urbanisées (4,8 %), espaces verts artificialisés, non agricoles (2,1 %), zones industrielles ou commerciales et réseaux de communication (1,3 %). L'évolution de l’occupation des sols de la commune et de ses infrastructures peut être observée sur les différentes représentations cartographiques du territoire : la carte de Cassini (XVIIIe siècle), la carte d'état-major (1820-1866) et les cartes ou photos aériennes de l'IGN pour la période actuelle (1950 à aujourd'hui).

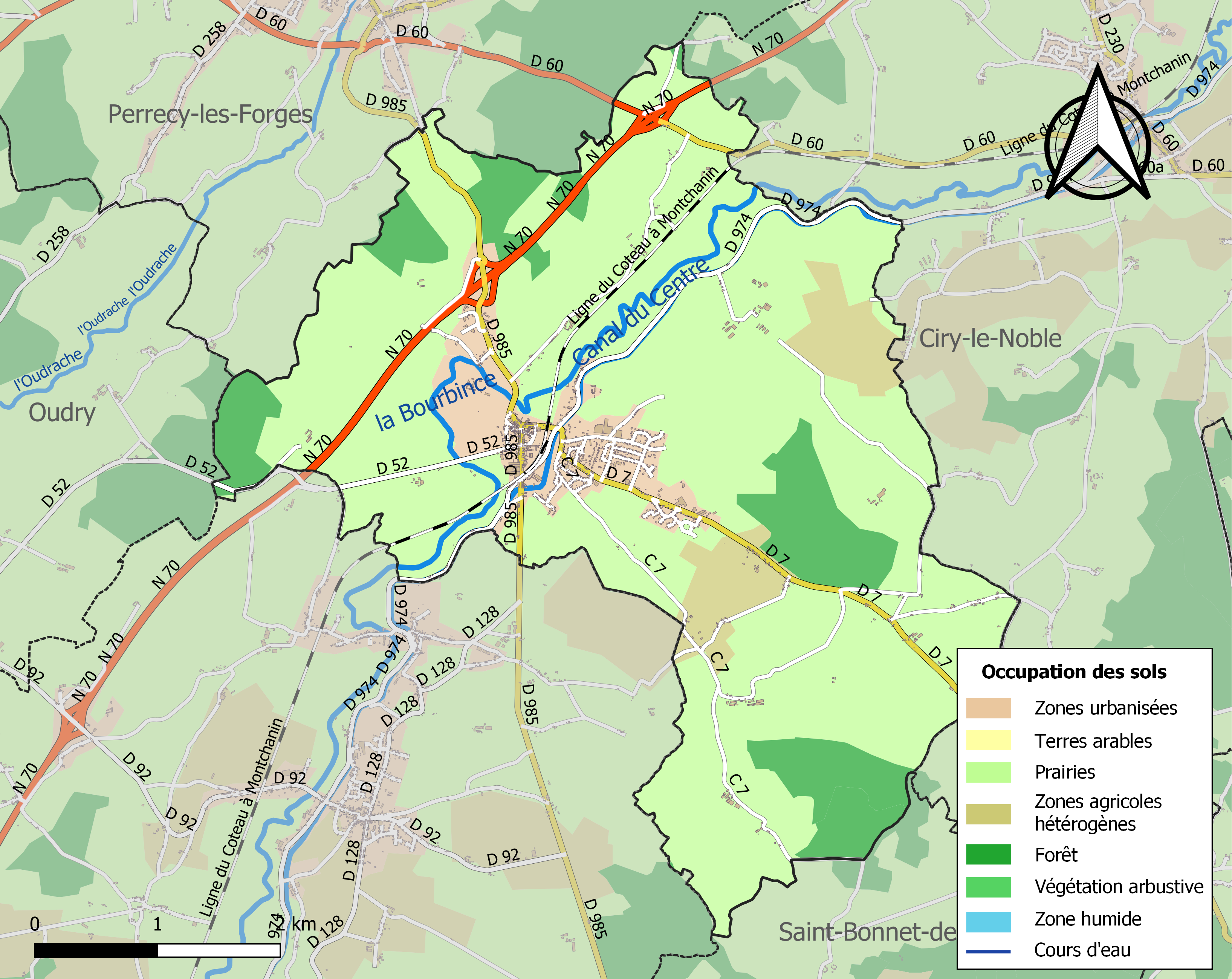
Carte des infrastructures et de l'occupation des sols de la commune en 2018 (CLC).

### Morphologie urbaine

#### Villages, hameaux, lieux-dits et écarts
- La Coupé Trahan ou la Coupe Trahan, est un hameau situé au sud-est du centre-ville de Génelard, sur la route de Martigny, elle-même située sur le parcours de la route départementale 7 du département de Saône-et-Loire.

## Toponymie
Génelard proviendrait du mot Genou, en image à la Bourbince qui fait un coude (ou un genou). De même que Genouilly, autre village de Saône-et-Loire.
Une autre source plus documentée indique que Génelard viendrait de trois mots gaulois : genu = la bouche, le port (une rivière entoure partiellement la cité) ; alà  = errer, aller çà et là ; ritu = un gué.
Genelàritu désignerait un gué irrégulier en langue gauloise (avec l'accent sur le a dans ce type de construction gauloise). Ce gué changeait de place avec les méandres de la rivière et les marécages des alentours, ce qui était encore le cas au siècle dernier  (indication donnée par l'Association PA.GE, Recherche du PAtrimoine GEnelardais).

## Histoire
Des mines de houille sont exploitées sur la commune au XIXe siècle et au XXe siècle,,,.

Le puits de charbon Saint-Joseph au Bonnin-Bonnot.
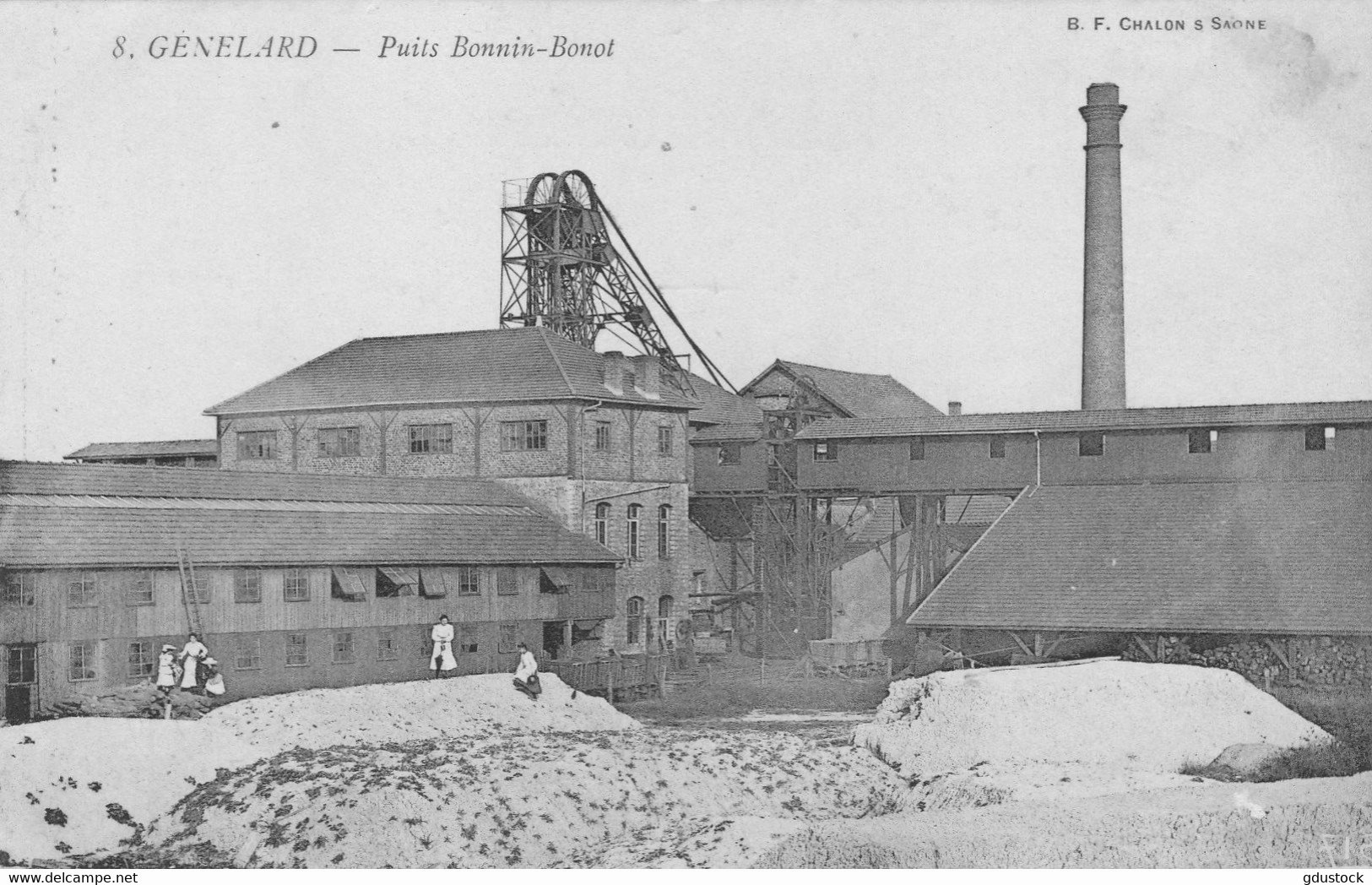
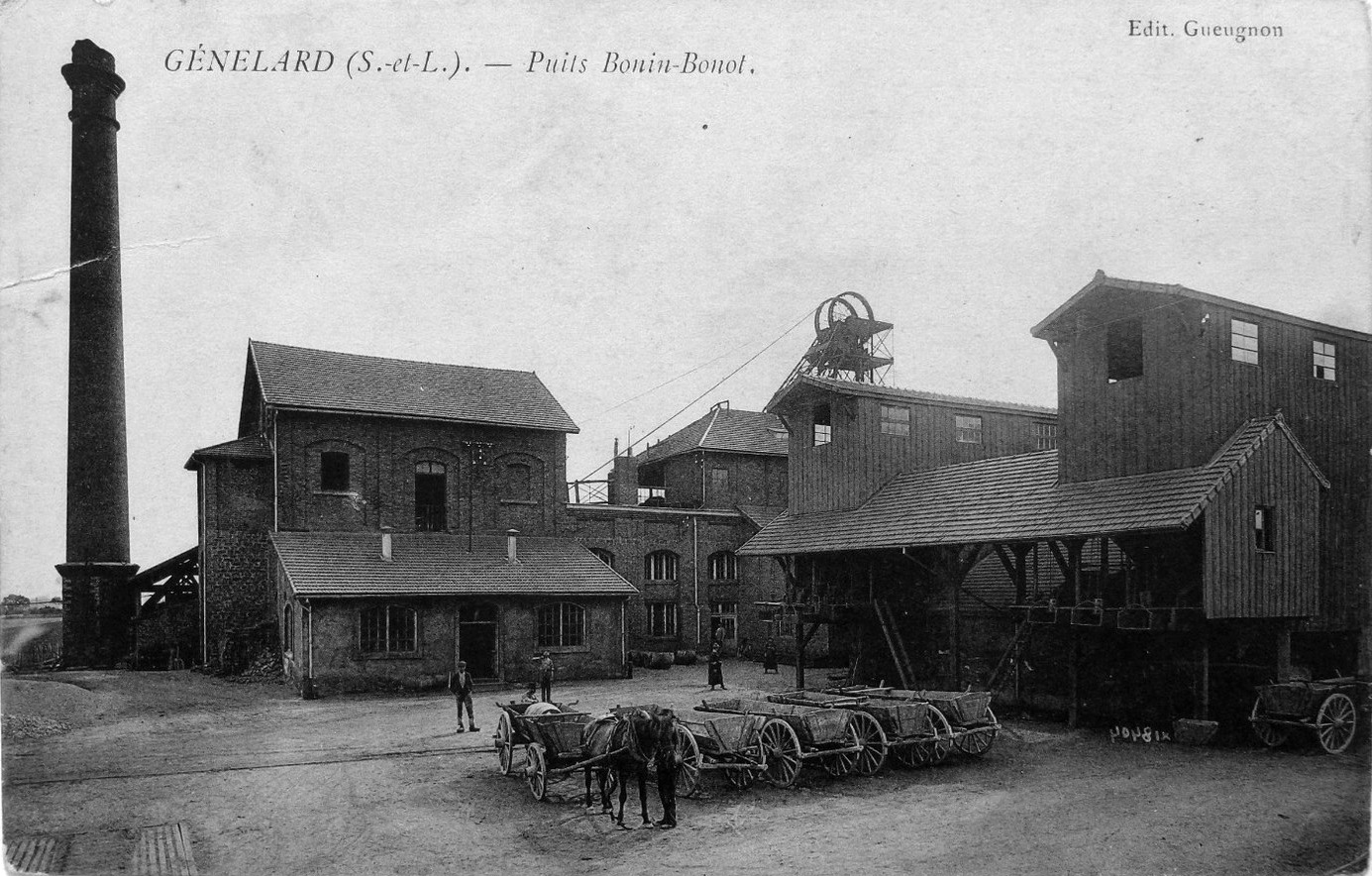
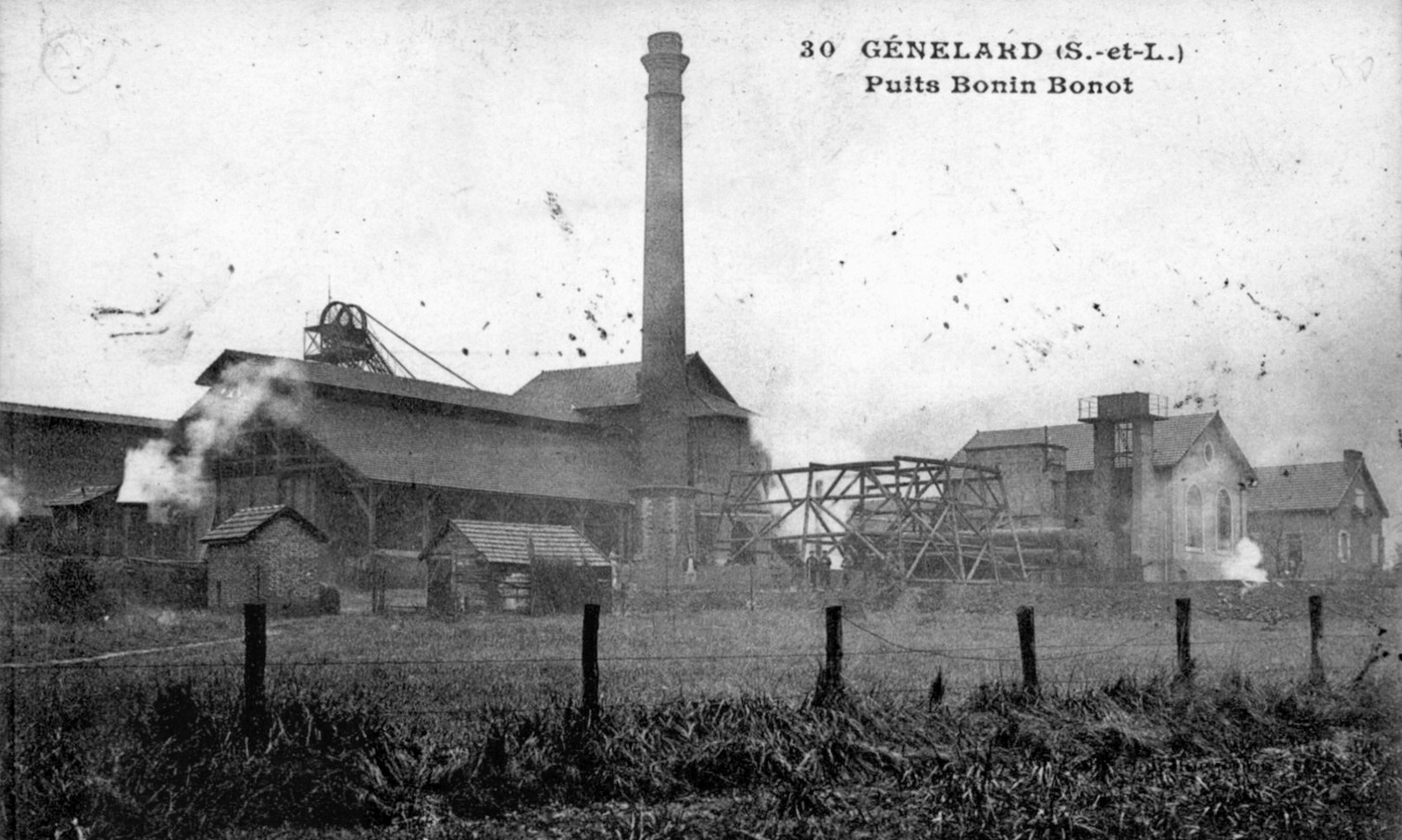

## Politique et administration

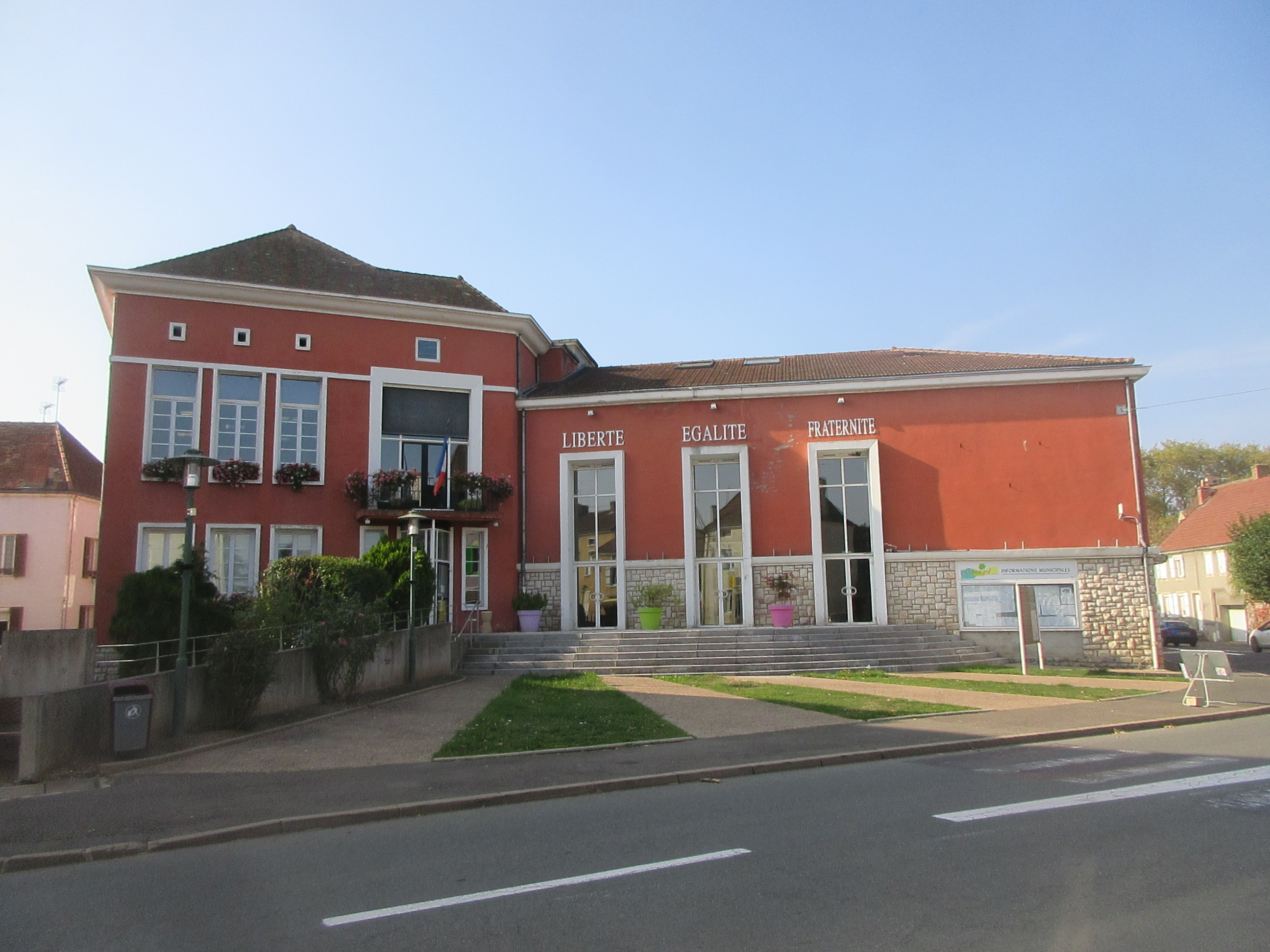
Mairie.

| Période                                  | Période   | Identité             | Étiquette | Qualité |
| ---------------------------------------- | --------- | -------------------- | --------- | ------- |
| mars 1989                                | mars 2008 | Jean-Paul Meunier    |           |         |
| mars 2008                                | en cours  | Jean-François Jaunet |           |         |
| Les données manquantes sont à compléter. |           |                      |           |         |

## Démographie
L'évolution du nombre d'habitants est connue à travers les recensements de la population effectués dans la commune depuis 1793. Pour les communes de moins de 10 000 habitants, une enquête de recensement portant sur toute la population est réalisée tous les cinq ans, les populations de référence des années intermédiaires étant quant à elles estimées par interpolation ou extrapolation. Pour la commune, le premier recensement exhaustif entrant dans le cadre du nouveau dispositif a été réalisé en 2004.

En 2022, la commune comptait 1 407 habitants, en évolution de +3,46 % par rapport à 2016 (Saône-et-Loire : −1,06 %, France hors Mayotte : +2,11 %).
| 1793 | 1800 | 1806 | 1821 | 1831 | 1836  | 1841  | 1846  | 1851  |
| ---- | ---- | ---- | ---- | ---- | ----- | ----- | ----- | ----- |
| 682  | 597  | 724  | 946  | 989  | 1 155 | 1 211 | 1 341 | 1 420 |

| 1856  | 1861  | 1866  | 1872  | 1876  | 1881  | 1886  | 1891  | 1896  |
| ----- | ----- | ----- | ----- | ----- | ----- | ----- | ----- | ----- |
| 1 469 | 1 486 | 1 656 | 1 693 | 1 584 | 1 723 | 1 757 | 1 654 | 1 716 |

| 1901  | 1906  | 1911  | 1921  | 1926  | 1931  | 1936  | 1946  | 1954  |
| ----- | ----- | ----- | ----- | ----- | ----- | ----- | ----- | ----- |
| 1 693 | 1 693 | 1 759 | 1 740 | 1 715 | 1 604 | 1 402 | 1 349 | 1 432 |

| 1962  | 1968  | 1975  | 1982  | 1990  | 1999  | 2004  | 2006  | 2009  |
| ----- | ----- | ----- | ----- | ----- | ----- | ----- | ----- | ----- |
| 1 625 | 1 909 | 2 038 | 2 068 | 1 868 | 1 582 | 1 462 | 1 459 | 1 430 |

| 2014  | 2019  | 2022  | - | - | - | - | - | - |
| ----- | ----- | ----- | - | - | - | - | - | - |
| 1 360 | 1 387 | 1 407 | - | - | - | - | - | - |

## Cultes
Génelard est le siège de la paroisse de la Sainte-Famille en Nord-Charolais, qui regroupe six communes (Génelard, Grandvaux, Oudry, Palinges, Saint-Aubin-en-Charolais et Saint-Bonnet-de-Vieille-Vigne), soit 4000 habitants environ.

## Culture locale et patrimoine

### Lieux et monuments

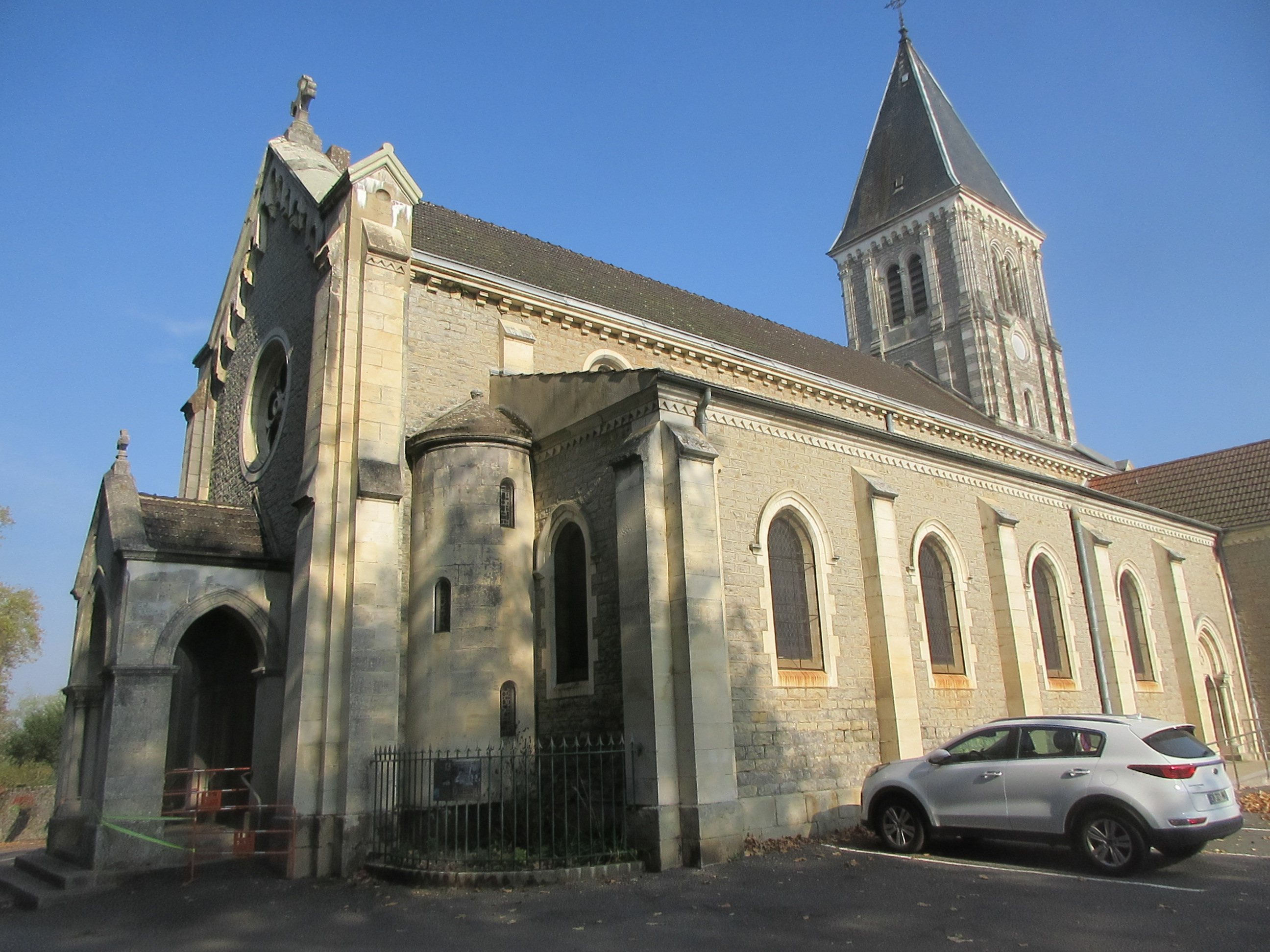
L'église en partie romane de Génelard, sous le vocable de saint Joseph.

- L'église Saint-Joseph, qui conserve des parties romanes du XIIe siècle (1130-1150) dont la croisée du transept, le chœur et l'abside, avec coupole, arcs brisés, piliers cruciformes, arcatures sur colonnettes, pilastres cannelés et chapiteaux au décor végétal. Cette église, initialement dédiée au Christ-aux-Liens, dépendait du chapitre cathédral d'Autun. Le presbytère et l'église ont été vendus comme biens nationaux à la fin de la Révolution et rachetés en 1804 et 1806 par M. le comte de Pancemont. Cependant, l'église étant devenue trop petite à partir de 1845, la nef a été reconstruite en 1878-1880 et le clocher rebâti en 1890 par l’architecte Goichot (les chapelles ont été remaniées vers 1880).
- Le château de Croix, situé sur une terrasse dominant la Bourbince.

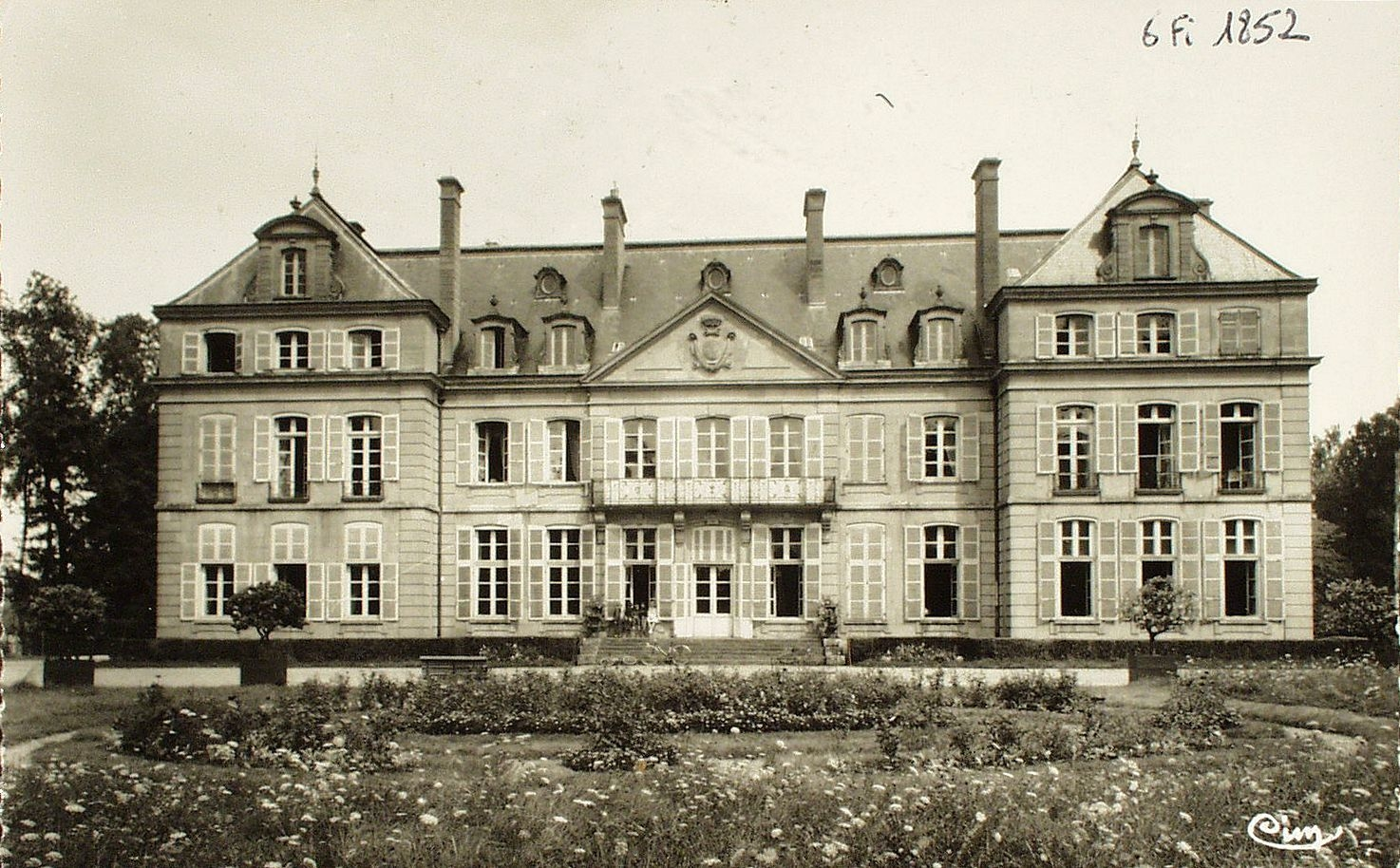
Le château de Croix.

- Le Centre d'interprétation de la ligne de démarcation[21] a ouvert ses portes à Génelard en juin 2006. Ce lieu unique en France permet de découvrir l'histoire de la ligne de démarcation, qui coupa la France de la Suisse à l'Espagne, après la signature de l'armistice du 22 juin 1940, en traversant treize départements, dont la Saône-et-Loire. Le bâtiment, à l'architecture symbolique qui accueille l'exposition permanente, a été construit place du Bassin, en bordure du canal du Centre. Il servit durant l'été 1940 à délimiter le tracé de la ligne de démarcation et à proximité même de l'emplacement de l'ancien poste de contrôle allemand situé sur le pont. Même si, par la suite, la ligne fut déplacée (elle était parallèle au canal mais distante de cinq kilomètres environ), le poste de contrôle demeura au même emplacement.
- Le monument aux morts, déplacé fin 1991 pour être installé sur la place du Champ-de-Foire.
- À La Petite Laugère, au croisement de la route de Montceau et de Perrecy : croix de la Fonderie de Perrecy-les-Forges (1843), qui se trouvait naguère dans la cour de l’ancien presbytère et qui a été installée en ce lieu en 2018[22] en remplacement de la croix de mission qui s'y trouvait (croix datée de 1896 qui a été transférée, quant à elle, avec son lourd christ en fonte, sur l'église, après restauration).

### Personnalités liées à la commune
- Jean Laronze (1852-1937), peintre.
- Louis Piessat (1904-1998), architecte et professeur à l'École régionale d'architecture de Lyon.
- Paul Laurent (1925-1990), homme politique.
- Éric Durand (1965-), footballeur.

## Pour approfondir